# レパルス (原子力潜水艦)
レパルス(HMS Repulse, S23)は、イギリス海軍の原子力潜水艦。レゾリューション級原子力潜水艦の2番艦。この名を受け継いだ艦としては12代目にあたる。

## 艦歴
「レパルス」は、ヴィッカーズ・シップビルディング・アンド・エンジニアリングバロー・イン・ファーネス造船所で建造され、1967年11月4日に進水した。レパルスの建造は反核団体によって妨害され、さらに造船所組合の争議により遅延した。このためレゾリューション級の2番艦として建造されたが、実質的にはレナウンに次いで3番目に完成する結果となった。
1996年に退役となり、レパルスはイギリス海軍において原子力潜水艦としては最長の就役年数となる29年を達成した。